# Turowola
Turowola – wieś w Polsce położona w województwie lubelskim, w powiecie łęczyńskim, w gminie Puchaczów. Obok miejscowości przepływa niewielka rzeka Świnka, dopływ Wieprza.
Wieś duchowna Turowa Wola, położona była w drugiej połowie XVI wieku w powiecie lubelskim województwa lubelskiego, własność opata sieciechowskiego, wchodziła w skład klucza puhaczowskiego. W latach 1975–1998 miejscowość administracyjnie należała do ówczesnego województwa lubelskiego.
Wieś stanowi sołectwo gminy Puchaczów. Według Narodowego Spisu Powszechnego z roku 2011 wieś liczyła 572 mieszkańców.

## Urodzeni w Turowoli
- Stefan Skoczylas (1918-1945) – komendant podokręgu Siedlce Okręgu Lublin Batalionów Chłopskich

## Historia
Turowo-Wola alias Turowola w wieku XIX wieś w powiecie chełmskim, gminie Brzeziny, parafii Puchaczów. Położona tuż na zachód od Puchaczowa. Na obszarze wsi znajduje się jezioro (dziś nazywane Jeziorem Turowolskim) mające, według szacunku z XIX wieku, 23 morgi obszaru – otoczone błotami. Około roku 1892 wieś posiadała 49 osad i 802 mórg gruntu. Wieś wchodziła w skład dóbr Puchaczów.

Według spisu w 1827 roku było tu 15 domów i 110 mieszkańców.